# Meir Toubianski

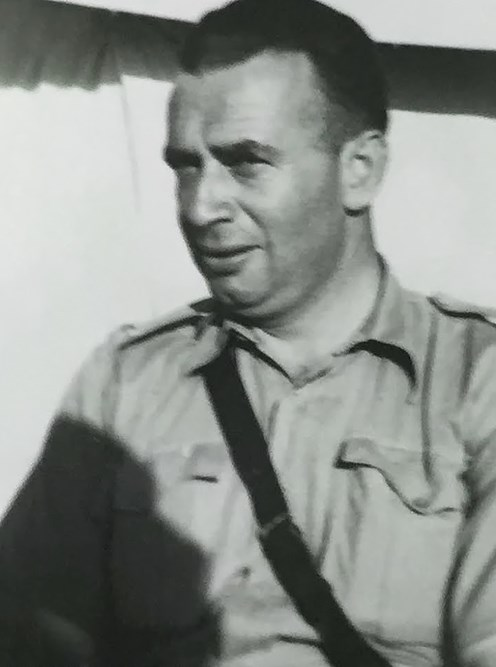

Meir Toubianski (hebr.) מאיר טוביאנסקי Tubianski, Tobianski, Tuwiański, Tobiansky, Tubiansky (ur. 20 maja 1904 w Kownie, zm. 30 czerwca 1948 w Bajt Dżiz) – żydowski oficer, major armii brytyjskiej.
W czasie II wojny światowej służył w stopniu majora w korpusie saperów armii brytyjskiej. W 1948 przeszedł do armii izraelskiej, zweryfikowany w stopniu kapitana.
30 czerwca 1948 z rozkazu nowego szefa Amanu Issera Be’eriego został oskarżony o szpiegostwo na rzecz Wielkiej Brytanii, aresztowany, zdegradowany i rozstrzelany. 
W grudniu 1948 przy okazji rozpatrywania innej sprawy sąd wojskowy uznał, iż Be’eri winny jest zabójstwa Toubianskiego. Po odwołaniu go ze stanowiska szefa Amanu został aresztowany, uznany za winnego i skazany symbolicznie (ze względu na zasługi w służbie) na jeden dzień więzienia.  
Toubianski został zrehabilitowany - przywrócono mu stopień wojskowy, ekshumowano i ponownie pochowano z ceremoniałem wojskowym należnym oficerowi.